# Calle de Fernando VI
La calle de Fernando VI, antiguamente calle de las Flores, es una calle del distrito Centro de Madrid. 
La calle de Fernando VI se encuentra ubicada entre la plaza de las Salesas y la calle de la Hortaleza. Recibe el nombre del monarca Fernando VI. Bajo su reinado (1746-1759) España vivió los años de paz más largos desde la época de Felipe II.

## Descripción

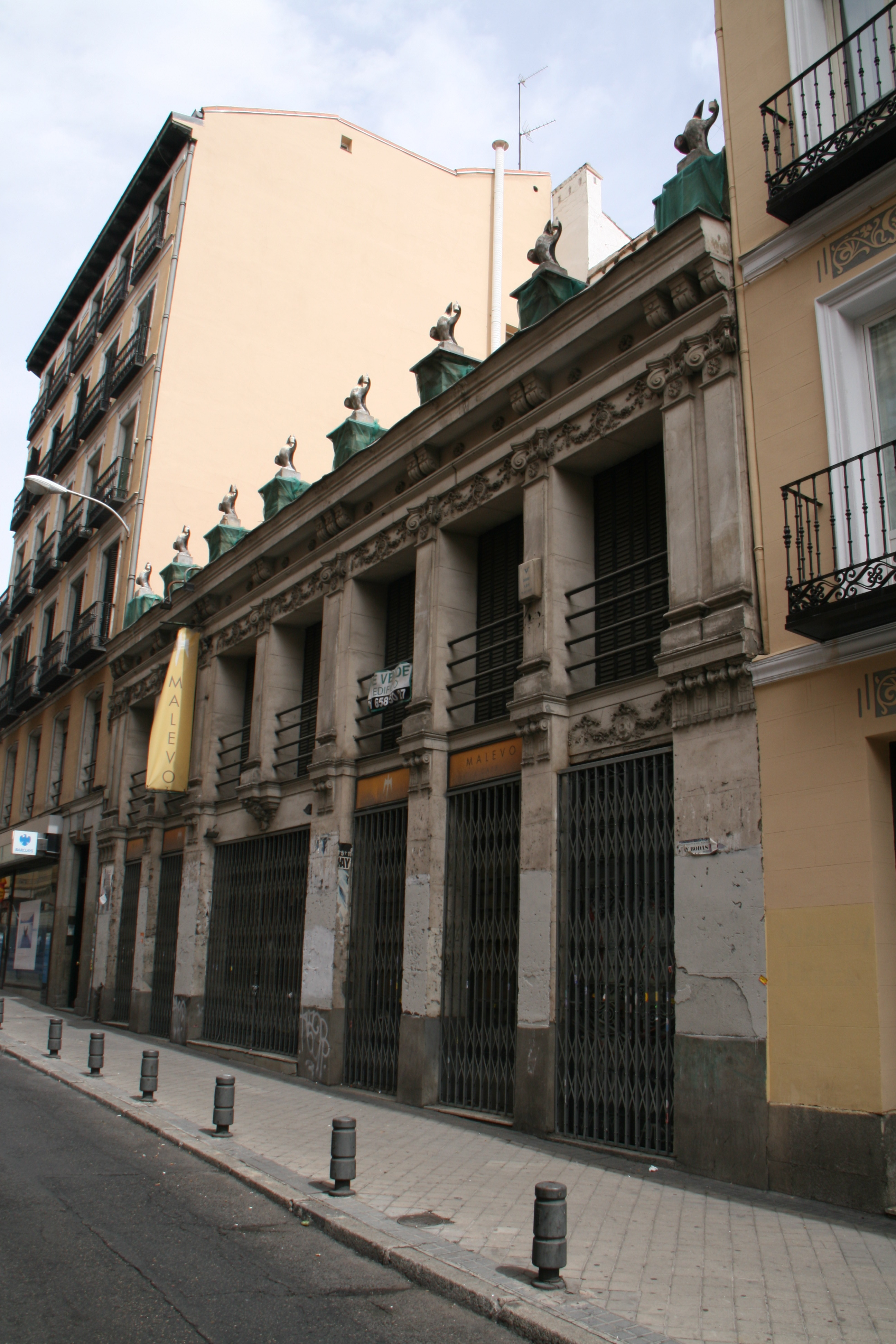
Cervezas Santa Bárbara.

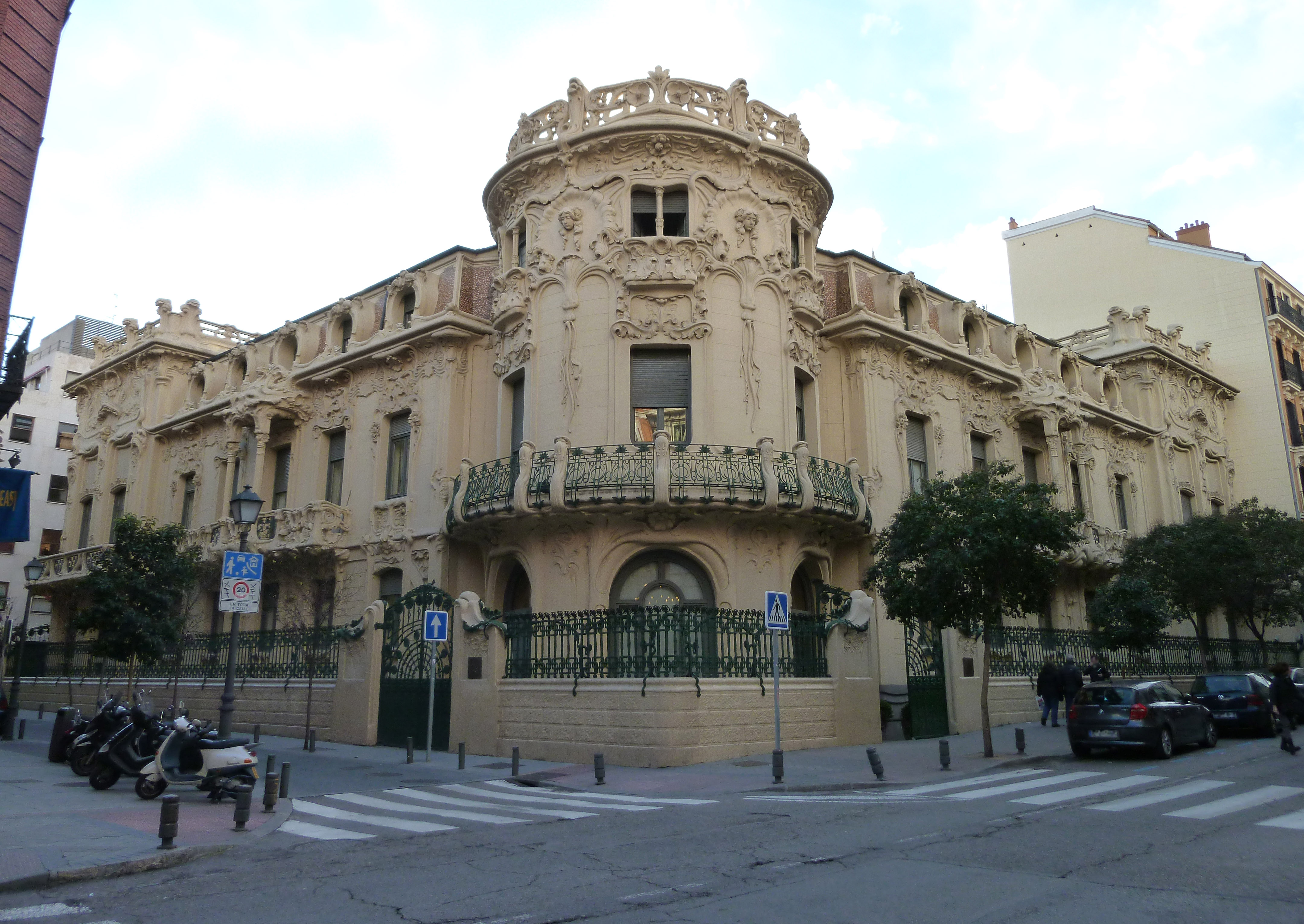
Palacio Longoria, sede de la SGAE.

En el número 3 se encuentra el antiguo almacén para D. Joaquín Ripoll, usado por la empresa Cervezas Santander, actual Cervecería Santa Bárbara y sede del Pub Santa Bárbara de los años de la Transición española. Su marca «Cruz Blanca» usa como logotipo la bandera suiza, que aparece en el barril sostenido por los ocho pingüinos que coronan el edificio.
En el número 4 se sitúa el Palacio Longoria, palacio modernista construido en 1904, alberga la sede de la SGAE (Sociedad General de Autores y Editores).
En los números 10 y 12 se encuentra el Edificio Lamarca Hermanos, antigua empresa dedicada a la construcción y taller de carruajes, que está siendo reconvertido en viviendas de lujo.